# 1877 aux Territoires du Nord-Ouest
Chronologie des Territoires du Nord-Ouest
- 1873
- 1874
- 1875
- 1876
- 1877
- 1878
- 1879
- 1880
- 1881

Cette page concerne des événements d'actualité qui se sont produits durant l'année 1877 dans le territoire canadien des Territoires du Nord-Ouest.

## Politique

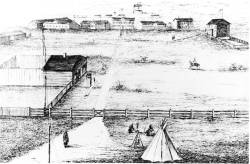
Fort Livingstone

- Premier ministre : David Laird (Lieutenant-gouverneur des Territoires du Nord-Ouest)
- Commissaire :
- Législature :